# Rue Lepic
Rue Lepic är en gata i Quartier des Grandes-Carrières i Paris artonde arrondissement. Gatan är uppkallad efter den franske generalen Louis Lepic (1765–1827). Rue Lepic börjar vid Boulevard de Clichy 82 och Rue Puget 1 och slutar vid Place Jean-Baptiste-Clément 7 och Rue de la Mire 1.

## Omgivningar
- Sacré-Cœur
- Cité Véron
- Rue de la Fontaine-du-But
- Rue Pierre-Dac
- Passage Lepic

## Bilder
| - Louis Lepic. - Rue Lepic. - Gatuskylt. - Sacré-Cœur. |

## Kommunikationer
- Tunnelbana – linjerna  – Blanche
- Busshållplats 88, Rue Lepic – Paris bussnät

### Webbkällor
- ”Rue Lepic”. Mairie de Paris. https://web.archive.org/web/20150514045434/http://www.v2asp.paris.fr/commun/v2asp/v2/nomenclature_voies/Voieactu/5523.nom.htm. Läst 14 januari 2024.
- ”Rue Lepic (18ème arrondissement)”. Les rues de Paris. https://web.archive.org/web/20160409033239/http://www.parisrues.com/rues18/paris-18-rue-lepic.html. Läst 14 januari 2024.